# Linjiayoufang Xiang
Linjiayoufang Xiang (kinesiska: 林家油坊乡, 林家油坊) är en socken i Kina. Den ligger i provinsen Heilongjiang, i den nordöstra delen av landet, omkring 230 kilometer nordväst om provinshuvudstaden Harbin.
Genomsnittlig årsnederbörd är 823 millimeter. Den regnigaste månaden är juli, med i genomsnitt 261 mm nederbörd, och den torraste är januari, med 6 mm nederbörd.